# پری‌شاهرخ پشت‌زیتونی
پری‌شاهرخ پشت‌زیتونی (نام علمی: Oriolus sagittatus) نام یک گونه از سرده پری‌شاهرخ است.